# Cenero
Cenero (L'Abadía Cenero en asturiano y oficialmente) es una parroquia perteneciente al distrito rural del concejo de Gijón (Principado de Asturias, España). En 2008 tenía una población de 1461 habitantes y en 2022 de 1482.

## Geografía
Es la mayor parroquia del concejo. Su parte norte se ha convertido en una zona de expansión industrial, al estar próxima a la planta siderúrgica de Arcelor. Sin embargo, la parroquia sigue siendo considerablemente rural. El punto más alto de la parroquia es el monte Los Llanos con 279 m, mientras que el punto más bajo se ubica en el río Pinzales a su salida de Cenero con 16 m sobre el nivel del mar.

### Transporte
La AS-II atraviesa y divide a la parroquia. Esta autovía relegó a la AS-381, histórica carretera Gijón-Oviedo. El límite oriental de la parroquia lo marcan las vías del Ferrocarril de Langreo, que es operada por la línea C-5 y cuenta con estas estaciones: Estación de Sotiello, estación de Pinzales y estación de Aguda.
En la iglesia de San Juan Bautista se halla la cabecera de la única línea de EMTUSA que une la parroquia con Gijón: la línea 14.

## Toponimia
Se desconoce cuál es el origen del nombre de la parroquia. De acuerdo con una hipótesis recogida en el Diccionario toponímico del concejo de Gijón —escrito por el filólogo Ramón d'Andrés— Cenero podría provenir del adjetivo latino cinereum (ceniciento, con el color de la ceniza o parecido a ella). Esta denominación quizás hiciese referencia a alguna característica que presentaba el terreno. No obstante, la documentación medieval muestra formas del topónimo como Cennero o Cetnero que —según Ramón d'Andrés— hacen poco creíble esta explicación.
Sí se sabe, en cambio, por qué en asturiano se llama a la parroquia L'Abadía Cenero. Esto se debe a que la iglesia parroquial, levantada en el año 1260, fue antiguamente una abadía —es decir, un monasterio que estaba bajo las órdenes de un abad—. Sin embargo, otras fuentes señalan que tal vez nunca existiese en Cenero una comunidad religiosa y que el cargo de abad pudo ser simbólico. Simplemente llevaría ese nombre como consecuencia de la donación de la iglesia al Monasterio de San Vicente de Oviedo por parte del rey Alfonso X, hecho que motivó la creación del señorío de la Abadía de Cenero en el año 1270.
Ramón d'Andrés también explica en su libro por qué la denominación asturiana de la parroquia prescinde de "de". Esto obedece a un hecho muy corriente en el asturiano, lengua en la cual se omite tal preposición cuando va precedida de una palabra que acaba en vocal (un vasu lleche, la casa Xuan).

## Barrios[7]
Se indican entre paréntesis sus nombres en asturiano, los cuales tienen carácter oficial:
- Aguda
- Batiao
- Beloño
- Carbaínos
- Caravedo (Caraveo en asturiano)
- Lleme
- Peñaferruz
- Picún
- Piñera
- Rebollada (La Robellada)
- Riera
- Salcedo (Salceo)
- Sotiello
- Trubia
- Veranes

## Enclaves de interés
Dentro de la parroquia se encuentran:
- La iglesia de san Juan Bautista, antigua abadía
- La villa Romana de Veranes
- El Centro de Seguridad Marítima Integral Jovellanos
- Torrexón de los Valdés, torreón defensivo en ruinas del siglo XIV